# Hollywood liste rouge
Pour plus de détails, voir Fiche technique et Distribution.
Hollywood liste rouge (One of the Hollywood Ten) est un film de procès anglo-espagnol réalisé par Karl Francis (en), sorti en 2000. Le film relate les démêlés authentiques du réalisateur américain Herbert J. Biberman avec la Commission des activités anti-américaines, après avoir réalisé un film politique.

## Synopsis
Aux États-Unis, au milieu des années 1950, un réalisateur prometteur, Herbert J. Biberman, se retrouve devant la redoutable Commission des activités anti-américaines pour avoir réalisé Le Sel de la terre (Salt of the Earth), un drame social qui déplait aux conservateurs américains

## Fiche technique
- Titre original : One of the Hollywood Ten
- Titre français : Hollywood liste rouge
- Réalisation : Karl Francis
- Scénario : Karl Francis
- Photographie : Nigel Walters
- Direction artistique : Hayden Pearce
- Costumes : Bina Daigeler
- Son : Antonio Bloch
- Montage : John Richards
- Musique : Víctor Reyes
- Production : Karl Francis, Juan Gordon, Stuart Pollok
- Société de production : Morena Films, Bloom Street Productions, Saltire Entertainment
- Pays d'origine :  Royaume-Uni,  Espagne
- Format : Couleurs - 35 mm - 1,85:1 - Dolby Digital
- Genre : politique
- Durée : 109 minutes
- Date de sortie : 29 septembre 2000 au Festival international du film de Saint-Sébastien

## Distribution
- Jeff Goldblum : Herbert J. Biberman
- Greta Scacchi : Gale Sondergaard
- Ángela Molina : Rosaura Revueltas
- Christopher Fulford : Riffkind
- Antonio Valero : Juan Chacón
- John Sessions : Paul Jarrico
- Geraint Wyn Davies (en) : Michael Wilson
- Sean Chapman : Edward Dmytryk
- Peter Bowles : Jack Warner
- Richard Vanstone : Humphrey Bogart
- Lars Hanson : Howard Hughes
- Craig Stevenson : le pochard
- Owen Brenman : Dalton Trumbo
- David Horovitch (en) : Ben Margolis
- Shane Rimmer : Parnell Thomas
- Sorcha Cusack : Mrs. McGuire
- John Pierce Jones : Father Devlin
- José Luis Martínez Gutiérrez : Ring Lardner Jr.
- Nicholas Woodeson : Bill
- Roger Nott : un agent du FBI
- Greg Stanford : George Jessel
- Robert Long : Lewis
- Jorge de Juan : Floyd
- Teresa José Berganza : Henrietta Williams
- Jorge Bosch : Joe Morales
- Daisy White : Sonya
- Luke Harrison Mendez : Dan
- Trinidad Serrano : Joan
- Ramon Camín : un journaliste radio
- Ceri Warwick-Foster : un comique
- Larry Tayles : Lee
- Kim Manning : le prof
- Maurice Kanbar : Solly Davies
- Larry Lamb : Will Geer
- Carlos Castañón : George Hanson
- Mike Plonsky : le shérif Dixon
- William 'Duke' Meeks : Roos
- Marie-Anne Favreau : Mary Lou Castillo
- Howard Perry : Moses
- Jeremy Howell : Stanley Meredith
- Ben Temple : un jeune voyou
- Tom Ford : le juge
- Mark Omega Smith : un voyou
- May Heatherly : la mère du voyou
- Tom Shutter : le gouverneur
- Mark Newsom : le sergent
- Jonan Armendariz : un drogué
- Philip Howe : un agent du FBI
- Stephen Hughes : le reporter - HUAC
- Enrique Arce : José
- Ignacio Durán : Alva Bessie
- Phillip Massey : Lab Supervisor
- Steve Emerson : un gardien
- Fadi Ismail : un acteur
- Jaime Rodríguez : un acteur
- Eduardo Quintana : un acteur
- Andrea Nelson : la secrétaire de Jack Warner